# Vittangi älv
Vittangi älv, eller Vittangiälven är en vänsterbiflod till Torne älv, som är 80 kilometer lång räknat från källsjön Vittangijärvi, på 437 meter över havet. Räknar man in källflödet Pirttimysjoki är älven 110 kilometer lång. Vittangi älv rinner upp i Sveriges nordligaste fjällmassiv, inom rymdbasen Esranges raketskjutfält. Älven mynnar i Torne älv vid kyrkbyn Vittangi, i selet Vittangisuvanto (Vittankisuanto).